# Cal Mata
Cal Mata és un edifici al municipi d'Albinyana inclòs en l'Inventari del Patrimoni Arquitectònic de Catalunya. L'edifici és compost per l'habitatge i una sèrie de dependències (celler, tancats per al ramat...). S'accedeix mitjançant un baluard amb porta d'arc rebaixat, on hi ha inscrita la data 1616. A l'exterior i a mà dreta hi ha un dels cellers de la casa construït el 1762. La façana de l'edifici presenta un bonic arc de pedra dovellat que emmarca la porta d'accés.
Consta de dues plantes. A l'interior de la planta baixa hi ha dos arcs de pedra (corresponen a la par més antiga de la casa), un dels quals és incrustat dins de la paret. El celler és una sala rectangular als baixos de l'edifici. Com tots els cellers està per sota el nivell de la casa, ja que és necessari que el lloc sigui fresc. La seva planta és dividida en dues parts mitjançant tres arcs rebaixats. La part dreta, més àmplia, presenta una filera de bótes i l'esquerra, més estreta, té una sèrie d'útils del camp. Els materials emprats en la construcció són carreus irregulars.
Entre els útils destaca la bomba de vi, un instrument de ferro que consta de dues potes i dues rodes, i un petit recipient amb dues boques de les quals surten dues gomes, una cap al cup i una altra cap a la bota, i una gran roda accionada mitjançant una maneta. S'utilitza per passar el vi del cup a les bótes. Aquest celler havia estat un corral per al bestiar. És la zona més antiga de la casa.
Segons ens explica el propietari, la casa té els sues orígens en un tancat pel ramat. A aquesta època pertany l'arc més rústic que hi ha en l'actual entrada. Més tard, entorn del segle xv, es construí l'habitatge. D'aquest període és l'altre arc de mig punt de l'estrada i el contrafort que actualment està dins una dependència de la part del darrere de la casa. A poc a poc, la construcció anà engrandint-se segons les necessitats dels propietaris, i al llarg dels segles l'estructura inicial de l'edifici es modificà totalment.